# Jenseits (Gemeinde St. Martin)
Jenseits  ist ein Ort im Innviertel in Oberösterreich, und
Ortschaft und als St. Martin im Innkreis Jenseits Katastralgemeinde der Gemeinde St. Martin im Innkreis im Bezirk Ried im Innkreis.

## Geographie
Das  Dorf liegt auf um die 380 m ü. A. am Westhang des Troßkolmwaldes im Antiesental, ca. 10 km nördlich der Bezirksstadt Ried im Innkreis, an der Antiesen.
Die Ortschaft umfasst um die 120 Gebäude (Stand 2012) mit etwa 450 Einwohnern. Zusammen mit Diesseits bildet es den eigentlichen Ort Sankt Martin. Jenseits erstreckt sich von Höhe Schloss Arco-Zinneberg im Norden flussaufwärts bis Höhe Kraftwerk/Bahnhof. Ostwärts steigt es steil zur Innviertel-charakteristischen Riedel-Hochfläche.
Der Ortsname Jenseits ist wörtlich, die Katastralgemeinde St. Martin im Innkreis Jenseits umfasst alle Gemeindeteile, die – vom Schloss aus betrachtet – jenseits der Antiesen liegen (die anderen Gemeindeteile liegen „diesseits“). Dazu gehören auch die Ortschaften der zerstreuten Häuser Koblstadt hinter dem Troßkolmwald und Hötzlarn hinüber zum Tal der Osternach bei Reintal, wo noch ein Uferstreifen zu St. Martin gehört, und die A8 Innkreis Autobahn durchs Gemeindegebiet läuft.
Nachbarortschafte und -katastralgemeinden:
| *                         | Ort im Innkreis (KG, Gem.) Koblstadt         | Kramberg (KG, Gem. Lambrechten)                    |
| Diesseits (Ortsch. u. KG) | Kompassrose, die auf Nachbargemeinden zeigt  | Hötzlarn Wilhelming (KG, Gem. Utzenaich)           |
|                           | Hofing (Gem. St. Martin u. Aurolzmünster) ** | Dobl Rabenfurt Utzenaich (KG, alle Gem. Utzenaich) |

* KG Hart, Gem. Reichersberg grenzt knapp nicht an
** KG Forchtenau, Gem. Aurolzmünster grenzt knapp nicht an

## Geschichte
Im Unterschied zu Diesseits, das schon im 12. Jahrhundert erwähnt ist, und später die Hofmark des Schlosses war, ist Jenseits nicht früh beurkundet. Der Ort erscheint dann mit der Bildung der Katastralgemeinden im frühen 19. Jahrhundert.
|     | Krld. Österr. o.d. Enns (1) | Krld. Österr. o.d. Enns (1) | Bld. Oberösterreich (Rep. Österr.) | Bld. Oberösterreich (Rep. Österr.) | Bld. Oberösterreich (Rep. Österr.) | Bld. Oberösterreich (Rep. Österr.) | Bld. Oberösterreich (Rep. Österr.) | Bld. Oberösterreich (Rep. Österr.) |
|     | 1824                        | 1869                        | 1951                               | 1961                               | 1971                               | 1981                               | 1991                               | 2001                               |
| KG  | 524                         | 398                         | 510                                | 556                                | 557                                | 486                                | 544                                | 594                                |
| KG  | 57                          | 57                          | 85                                 | 106                                | 112                                | 131                                | 146                                | 163                                |
| Ort | −                           | −                           | −                                  | −                                  | −                                  | −                                  | −                                  | 440                                |
| Ort | −                           | −                           | −                                  | −                                  | −                                  | −                                  | −                                  | 121                                |

(1) Zeit der Monarchie Österreich; 1824: Teil des Kaisertum Österreich; 1869: Österreich-Ungarn